# John Berryman
John Allyn McAlpin Berryman, ursprungligen John Allyn Smith, född 25 oktober 1914 i McAlester, Oklahoma, död 7 januari 1972 i Minneapolis, Minnesota, var en amerikansk poet och författare.
Berryman arbetade som lärare vid bland annat Harvard, Princeton University och University of Minnesota. Han skrev modernistisk bekännelselyrik(en).
Efter många år av alkoholmissbruk och mental ohälsa avslutade Berryman sitt liv 57 år gammal genom att hoppa från Washington Avenue Bridge i Minneapolis.